# Damernas sprint i bancykling vid olympiska sommarspelen 2008
Damernas sprint i bancykling vid olympiska sommarspelen 2008 ägde rum den 19 augusti i Laoshan Velodrome.
Detta bancykelformat avgörs under flera omgångar. Tävlingen började med ett 200 meters tempolopp. De 12 cyklisterna blev seedade till åttondelsfinaler, där de körde en och en. De sex vinnarna avancerade till kvartsfinalerna, medan de sex förlorarna skickades till uppsamlingen. I uppsamlingen kördes heat med tre cyklister i taget, där de två vinnarna återgick till huvudtävlingen och kvartsfinalerna.
I kvartsfinalerna övergick head-to-head-formatet till ett bäst-av-tre-format. Detta format användes också i semifinalerna och finalen. Bronsmatchen avgjordes mellan semifinalisterna som inte segrade i sina lopp. De fyra cyklisterna som inte nådde semifinal körde ett lopp som placerade dem på plats 5-8.

## Medaljörer
| Event           | Guld                              | Silver                 | Brons           |
| Damernas sprint | Victoria Pendleton Storbritannien | Anna Meares Australien | Guo Shuang Kina |

### Seedningsomgång
| Placering | Cyklist                     | Tid       | Genomsnittlig hastighet (km/h) |
| --------- | --------------------------- | --------- | ------------------------------ |
| 1         | Victoria Pendleton (GBR)    | 10.963 OR | 65.675                         |
| 2         | Guo Shuang (CHN)            | 11.106    | 64.829                         |
| 3         | Anna Meares (AUS)           | 11.140    | 64.631                         |
| 4         | Willy Kanis (NED)           | 11.167    | 64.475                         |
| 5         | Simona Krupeckaitė (LTU)    | 11.222    | 64.159                         |
| 6         | Clara Sanchez (FRA)         | 11.365    | 63.352                         |
| 7         | Natallia Tsylinskaya (BLR)  | 11.372    | 63.313                         |
| 8         | Jennie Reed (USA)           | 11.400    | 63.157                         |
| 9         | Lisandra Guerra (CUB)       | 11.462    | 62.816                         |
| 10        | Yvonne Hijgenaar (NED)      | 11.533    | 62.429                         |
| 11        | Swetlana Grankowskaja (RUS) | 11.544    | 62.370                         |
| 12        | Sakie Tsukuda (JPN)         | 12.134    | 59.337                         |

## Åttondelsfinaler
| Namn                     | Tid    | Genomsnittlig hastighet (km/h) |
| ------------------------ | ------ | ------------------------------ |
| Victoria Pendleton (GBR) | 11.736 | 61.349                         |
| Sakie Tsukuda (JPN)      |        |                                |

| Namn                        | Tid    | Genomsnittlig hastighet (km/h) |
| --------------------------- | ------ | ------------------------------ |
| Guo Shuang (CHN)            | 11.410 | 63.102                         |
| Swetlana Grankowskaja (RUS) |        |                                |

| Namn                   | Tid    | Genomsnittlig hastighet (km/h) |
| ---------------------- | ------ | ------------------------------ |
| Anna Meares (AUS)      | 11.663 | 61.733                         |
| Yvonne Hijgenaar (NED) |        |                                |

| Namn                  | Tid    | Genomsnittlig hastighet (km/h) |
| --------------------- | ------ | ------------------------------ |
| Willy Kanis (NED)     | 12.155 | 59.234                         |
| Lisandra Guerra (CUB) | REL    |                                |

| Namn                     | Tid    | Genomsnittlig hastighet (km/h) |
| ------------------------ | ------ | ------------------------------ |
| Jennie Reed (USA)        | 11.955 | 60.225                         |
| Simona Krupeckaitė (LTU) |        |                                |

| Namn                       | Tid    | Genomsnittlig hastighet (km/h) |
| -------------------------- | ------ | ------------------------------ |
| Clara Sanchez (FRA)        | 11.607 | 62.031                         |
| Natallia Tsylinskaya (BLR) |        |                                |

### Uppsamlingen
| Namn                       | Tid    | Genomsnittlig hastighet (km/h) |
| -------------------------- | ------ | ------------------------------ |
| Natallia Tsylinskaya (BLR) | 11.871 | 60.652                         |
| Lisandra Guerra (CUB)      |        |                                |
| Sakie Tsukuda (JPN)        |        |                                |

| Namn                        | Tid    | Genomsnittlig hastighet (km/h) |
| --------------------------- | ------ | ------------------------------ |
| Simona Krupeckaitė (LTU)    | 12.123 | 59.391                         |
| Swetlana Grankowskaja (RUS) |        |                                |
| Yvonne Hijgenaar (NED)      |        |                                |

## Kvartsfinaler
| Namn                     | Tid (lopp 1) | Tid (lopp 2) |
| ------------------------ | ------------ | ------------ |
| Victoria Pendleton (GBR) | 11.389       | 11.672       |
| Simona Krupeckaitė (LTU) |              |              |

| Namn                       | Tid (lopp 1) | Tid (lopp 2) |
| -------------------------- | ------------ | ------------ |
| Guo Shuang (CHN)           | 11.501       | 11.627       |
| Natallia Tsylinskaya (BLR) |              |              |

| Namn                | Tid (lopp 1) | Tid (lopp 2) |
| ------------------- | ------------ | ------------ |
| Anna Meares (AUS)   | 11.716       | 12.108       |
| Clara Sanchez (FRA) |              |              |

| Namn              | Tid (lopp 1) | Tid (lopp 2) |
| ----------------- | ------------ | ------------ |
| Willy Kanis (NED) | 11.944       | 11.767       |
| Jennie Reed (USA) |              |              |

## Semifinals
| Namn                     | Tid (lopp 1) | Tid (lopp 2) |
| ------------------------ | ------------ | ------------ |
| Victoria Pendleton (GBR) | 11.537       | 11.885       |
| Willy Kanis (NED)        |              |              |

| Namn              | Tid (lopp 1) | Tid (lopp 2) |        |
| ----------------- | ------------ | ------------ | ------ |
| Anna Meares (AUS) |              | 11.578       | 11.617 |
| Guo Shuang (CHN)  | 11.629       |              | REL    |

### Placeringslopp (9-12)
Placeringslopp
| Namn                        | Tid    | Genomsnittlig hastighet (km/h) | Placering |
| --------------------------- | ------ | ------------------------------ | --------- |
| Swetlana Grankowskaja (RUS) | 12.192 | 59.055                         | 9         |
| Lisandra Guerra (CUB)       |        |                                | 10        |
| Yvonne Hijgenaar (NED)      |        |                                | 11        |
| Sakie Tsukuda (JPN)         |        |                                | 12        |

## Medaljlopp
Bronsmatch
| Namn              | Tid (lopp 1) | Tid (lopp 2) | Placering |
| ----------------- | ------------ | ------------ | --------- |
| Guo Shuang (CHN)  | 11.420       | 11.617       | 3         |
| Willy Kanis (NED) |              |              | 4         |

Final
| Namn                     | Tid (lopp 1) | Tid (lopp 2) | Placering |
| ------------------------ | ------------ | ------------ | --------- |
| Victoria Pendleton (GBR) | 11.363       | 11.118       | 1         |
| Anna Meares (AUS)        |              |              | 2         |

### Placeringslopp (5-8)
Placeringslopp
| Name                       | Time   | Average speed (km/h) | Rank |
| -------------------------- | ------ | -------------------- | ---- |
| Clara Sanchez (FRA)        | 12.264 | 58.708               | 5    |
| Natallia Tsylinskaya (BLR) |        |                      | 6    |
| Jennie Reed (USA)          |        |                      | 7    |
| Simona Krupeckaitė (LTU)   | REL    |                      | 8    |